# گوتیک آمریکایی (فیلم)
گوتیک آمریکایی (انگلیسی: American Gothic) فیلمی در ژانر ترسناک به کارگردانی جان هاف است که در سال ۱۹۸۸ منتشر شد. از بازیگران آن می‌توان به راد استایگر، ایوان دکارلو و مایکل جی. پولارد اشاره کرد.